# DMB
21. maj je bila kompanija iz Srbije u mešovitoj svojini, a bavi se proizvodnjom i remontom motora. Fabrika je u svom sastavu imala nekoliko pogona.

## Fabrika motora i transmisija
Godine 1948. osnovana je fabrika motora i transmisija (FTMT), to je bio začetak fabrike 21. maj. Tokom višedecenijskog postojanja ostvareni su značajni proizvodni programi. Dobijena je licenca za proizvodnju različitih klipnih i mlaznih motora manje snage i transmisija za avione i helikoptere.

## Fabrika malolitražnih motora
Fabrika malolitražnih motora, formirana je u okviru DMB-a 1970. godine, prvo kao pogon za proizvodnju malolitražnih motora, a posle je izrasla u fabriku. 1972. godine otpočela je saradnja italijanskom fabrikom "Lombardini". U proteklom periodu, u Fabrici malolitražnih motora proizvedeno je preko 450.000 motora svih tipova. Ovaj pogon je obavljao proizvodnju motora za sitnu poljoprivrednu i građevinsku mehanizaciju, sisteme za navodnjavanje i generatora za struju.

## Fabrika automotora
Fabrika je proizvodila motore za potrebe Zastave u periodu od 1981. do 2008 godine, da bi se naknadno 2010. godine proizvelo još 50 motora za potrebe firme Zastava specijalni automobili Sombor koja je tada, još uvek proizvodila automobile iz nekadašnjeg Zastavinog programa na osnovnom modelu putničkog vozila Skala 101 kao što su vozila Skala 1.1 Poli, Skala 1.1 Pik-Ap, Skala 1.1 Poli Kombi, Skala 1.1 Poli Pekar, Skala 1.1 Poli JV i vozila Jugo Florida pik-ap (sa modelima) koje je uz značajne izmene karoserije proizvedeno iz osnovnog modela putničkog automobila Jugo Florida.

## Fabrika danas
Fabrika danas se bavila proizvodnjom delova i pribora za motorna vozila i njihove motore, uz mogućnost da potrebi proizvede i rezervne motore za vozila iz Zastavinog programa, pošto prema podacima MUP-a trećina vozila u Srbiji njih oko (400.000) je iz Zastavinog programa.
Iako su 2010. svi radnici otpušteni ili dobili otpremnine, jedan deo njih je ponovo pokrenuo rad fabrike.
Dana 29.02.2016. godine nad fabrikom je otvoren stečajni postupak, čime je ona, silom zakona, prestala da postoji.